# NGC 589
NGC 589 is een spiraalvormig sterrenstelsel in het sterrenbeeld Walvis. Het hemelobject werd in 1886 ontdekt door de Amerikaanse astronoom Frank Muller.

## Synoniemen
- PGC 5758
- MCG -2-5-4
- MK 999
- NPM1G -12.0063